# Santa Ana Ateixtlahuaca (kommun)
Santa Ana Ateixtlahuaca är en kommun i Mexiko.   Den ligger i delstaten Oaxaca, i den sydöstra delen av landet, 270 km sydost om huvudstaden Mexico City.
Följande samhällen finns i Santa Ana Ateixtlahuaca:
- Santa Ana Ateixtlahuaca
- Tierra Abajo